# 폴리스 (2020년 영화)
《폴리스》(프랑스어: Police)는 프랑스에서 제작된 안 퐁텐 감독의 2020년 드라마, 범죄 영화이다. 오마르 시 등이 주연으로 출연하였다.

## 출연
- 오마르 시
- 비르지니 에피라
- 그레고리 가드부아
- 페이만 모아디